# بيلي كانون جونيور
بيلي كانون جونيور (بالإنجليزية: Billy Cannon, Jr.)‏ هو لاعب كرة قدم أمريكية أمريكي، ولد في 8 أكتوبر 1961 في باتون روج في الولايات المتحدة.

## وصلات خارجية
- بيلي كانون جونيور على موقع مرجع كرة القدم المحترفة.كوم (الإنجليزية)